# هفتاد و هشتمین مراسم گلدن گلوب
هفتاد و هشتمین مراسم گلدن گلوب از بهترین‌های فیلم و تلویزیون آمریکا در سال ۲۰۲۰ به انتخاب انجمن مطبوعات خارجی هالیوود تجلیل شد. این مراسم در ۲۸ فوریه ۲۰۲۱، از هتل بورلی هیلتون در بورلی هیلز، کالیفرنیا و تقریباً دو ماه دیرتر از حد معمول به‌دلیل تأثیر دنیاگیری کروناویروس بر سینما و تلویزیون برگزار شد.

## تولید
این مراسم که توسط دیک کلارک پروداکشنز و انجمن مطبوعات تولید شده‌است، در ۲۸ فوریه ۲۰۲۱، از هتل بورلی هیلتون در بورلی هیلز، کالیفرنیا و تأثیر دنیاگیری کروناویروس بر سینما و تلویزیون برگزار شد. این مراسم به‌صورت زنده از ان‌بی‌سی در ایالات متحده پخش شد. تینا فی و امی پولر برای چهارمین بار میزبان مراسم گلدن گلوب بودند.

## برندگان و نامزدها

### فیلم
| بهترین فیلم | بهترین فیلم |
| درام | موزیکال یا کمدی |
| --- | --- |
| - عشایر - پدر - منک - زن جوان نویددهنده - دادگاه شیکاگو هفت | - بورات ۲ - همیلتون - موسیقی - پالم اسپرینگز - جشن رقص پایان سال |
| بهترین نقش‌آفرینی در یک فیلم – درام | |
| مرد | زن |
| - چادویک بوزمن – بلک باتم ما رینی در نقش لیو گرین - ریز احمد – صدای متال در نقش روبن استون - آنتونی هاپکینز – پدر در نقش آنتونی - گری اولدمن – منک در نقش هرمن جی. منکویتس - طاهر رحیم – موریتانی در نقش محمد اولوع صلاحی                                      | - آندرا دی – ایالات متحده دربرابر بیلی هالیدی در نقش بیلی هالیدی - وایولا دیویس – بلک باتم ما رینی در نقش ما رینی - ونسا کربی – تکه‌های یک زن در نقش مارتا ویز - فرانسیس مک‌دورمند – عشایر در نقش فرن - کری مولیگان – زن جوان نویددهنده در نقش کاساندرا «کسی» توماس                                                                                             |
| بهترین نقش‌آفرینی در یک فیلم – موزیکال یا کمدی | |
| مرد | زن |
| - ساشا بارون کوهن – بورات ۲ در نقش بورات ساگدیف - جیمز کوردن – جشن رقص پایان سال در نقش بری گلیکمن - لین-منوئل میرندا – همیلتون در نقش الکساندر همیلتون - دو پتل – تاریخچه شخصی دیوید کاپرفیلد در نقش دیوید کاپرفیلد - اندی سمبرگ – پالم اسپرینگز در نقش نایلز | - رزمند پایک – بسیار مراقبت می‌کنم در نقش مارلا گریسون - ماریا باکالوا – بورات ۲ در نقش توتار سگدیو - کیت هادسن – موسیقی در نقش کازو گمبل - میشل فایفر – خروج فرانسوی در نقش فرانسیس پرایس - آنیا تیلور-جوی – اما در نقش اما وودهاوس |
| بهترین نقش‌آفرینی مکمل در یک فیلم | |
| مکمل مرد | مکمل زن |
| - دنیل کالویا – جودا و مسیای سیاه در نقش فرد همپتون - ساشا بارون کوهن – دادگاه شیکاگو هفت در نقش ابی هافمن - جرد لتو – چیزهای کوچک در نقش آلبرت اسپارما - بیل مری – روی صخره‌ها در نقش فلیکس کین - لزلی اودم جونیور – یک شب در میامی در نقش سم کوک              | - جودی فاستر – موریتانی در نقش نانسی هالندر - گلن کلوز – مرثیه هیلبیلی در نقش بانی «ماناو» ونس - الیویا کلمن – پدر در نقش آنه - آماندا سایفرد – منک در نقش ماریون دیویس - هلنا زنگل – اخبار جهان در نقش جوآنا لئونبرگر |
| دیگر | |
| بهترین کارگردانی | بهترین فیلم‌نامه |
| - کلویی ژائو – عشایر - امرالد فنل – زن جوان نویددهنده - دیوید فینچر – منک - رجینا کینگ – یک شب در میامی - آرون سورکین – دادگاه شیکاگو هفت | - آرون سورکین – دادگاه شیکاگو هفت - امرالد فنل – زن جوان نویددهنده - جک فینچر – منک (نامزدی پس از مرگ) - فلوریان زلر و کریستوفر همپتون – پدر - کلویی ژائو – عشایر |
| بهترین موسیقی | بهترین ترانه غیراقتباسی |
| - ترنت رزنر، آتیکوس راس و جان بتیسته – روح - ترنت رزنر و آتیکوس راس – منک - جیمز نیوتن هاوارد – اخبار جهان - الکساندر دسپلا – آسمان نیمه‌شب - لودویگ گورانسون – انگاشته                                                                                         | - «او سی (دیده شده)» (نیکولو آگلیاردی، لائورا پائوزینی و داین وارن) – زندگی پیش‌رو - «جنگ برای تو» (دی‌مایل، هر و تیارا توماس) – جودا و مسیای سیاه - «صدایم را بشنو» (سلست و دانیل پمبرتن) – دادگاه شیکاگو هفت - «حالا حرف بزن» (سم اشورث و لزلی اودم جونیور) – یک شب در میامی - «تایگرس اند تویید» (آندرا دی و رافائل سدیک) – ایالات متحده دربرابر بیلی هالیدی |
| بهترین پویانمایی بلند | بهترین فیلم غیر انگلیسی‌زبان |
| - روح - غارنشین‌ها: عصر جدید - به پیش - روی ماه - ولف واکرز | - میناری (ایالات متحده آمریکا) - یک دور دیگر (دانمارک) - زن گریان (گواتمالا) - زندگی پیش‌رو (ایتالیا) - دو نفر از ما (فرانسه) |

### فیلم‌ها با نامزدی متعدد
در اینجا فیلم‌ها با نامزدی متعدد نشان داده می‌شود:
| نامزدها | فیلم‌ها                           |
| ------- | -------------------------------- |
| ۶       | منک                              |
| ۵       | دادگاه شیکاگو هفت                |
| ۴       | عشایر                            |
| ۴       | زن جوان نویددهنده                |
| ۴       | پدر                              |
| ۳       | بورات ۲                          |
| ۳       | یک شب در میامی                   |
| ۲       | همیلتون                          |
| ۲       | یهودا و مسیح سیاه                |
| ۲       | پالم اسپرینگز                    |
| ۲       | جشن رقص پایان سال                |
| ۲       | زندگی پیش‌رو                      |
| ۲       | بلک باتم ما رینی                 |
| ۲       | موسیقی                           |
| ۲       | روح                              |
| ۲       | اخبار جهان                       |
| ۲       | موریتانی                         |
| ۲       | ایالات متحده دربرابر بیلی هالیدی |

### فیلم‌ها با برد متعدد
در اینجا فیلم‌ها با برد متعدد نشان داده می‌شود:

### تلویزیون
| بهترین مجموعه تلویزیونی | بهترین مجموعه تلویزیونی |
| درام | موزیکال یا کمدی |
| --- | --- |
| - تاج - لاوکرفت کانتری - مندلورین - اوزارک - رچد | - شتز کریک - خدمه پرواز - کبیر - امیلی در پاریس - تد لسو                                                                                    |
| بهترین نقش‌آفرینی در یک مجموعه تلویزیونی – درام | |
| مرد | زن |
| - جاش اوکانر – تاج - جیسون بیتمن – اوزارک - باب ادنکیرک – بهتره با ساول تماس بگیری - آل پاچینو – شکارچیان - متیو ریس – پری میسون                    | - اما کورین – تاج - الیویا کلمن – تاج - جودی کومر – کشتن ایو - لورا لینی – اوزارک - سارا پلسون – رچد                                        |
| بهترین نقش‌آفرینی در یک مجموعه تلویزیونی – موزیکال یا کمدی                                                                                           | |
| مرد | زن |
| - جیسون سودیکیس – تد لسو - دان چیدل – جمعه سیاه - نیکلاس هولت – کبیر - یوجین لوی – شتز کریک - رامی یوسف – رامی                                      | - کاترین اوهارا – شتز کریک - لی‌لی کالینز – امیلی در پاریس - کیلی کوئوکو – خدمه پرواز - ال فانینگ – کبیر - جین لوی – لیست پخش شگفت‌انگیز روئی |
| بهترین نقش‌آفرینی در یک مجموعه کوتاه یا فیلم تلویزیونی                                                                                               | |
| مرد | زن |
| - مارک رافلو – من می‌دانم این مقدار واقعی است - برایان کرانستون – عالیجناب - جف دانیلز – قانون کوکی - هیو گرانت – فروپاشی - ایثن هاک – پرنده خوب لرد | - آنیا تیلور-جوی – گامبی وزیر - کیت بلانشت – خانم آمریکا - دیزی ادگار-جونز – مردم عادی - شیرا هاس – ناراست‌کیش - نیکول کیدمن – فروپاشی       |
| بهترین نقش‌آفرینی مکمل در یک مجموعه، مجموعه کوتاه یا فیلم تلویزیونی                                                                                  | |
| مکمل مرد | مکمل زن |
| - جان بویگا – اسمال اکس - برندن گلیسون – قانون کومی - دن لوی – شتز کریک - جیم پارسونز – هالیوود - دونالد ساترلند – فروپاشی                          | - جیلین اندرسون – تاج - هلنا بونهام کارتر – تاج - جولیا گارنر – اوزارک - انی مورفی – شتز کریک - سینتیا نیکسون – رچد                         |
| بهترین مجموعه تلویزیونی کوتاه یا فیلم تلویزیونی | |
| - گامبی وزیر - مردم عادی - اسمال اکس - فروپاشی - ناراست‌کیش                                                                                          | |

### مجموعه‌ها با نامزدی متعدد
در اینجا مجموعه‌ها با نامزدی متعدد نشان داده می‌شود:
| تعداد نامزدی‌ها | نام مجموعه     |
| -------------- | -------------- |
| ۶              | تاج            |
| ۵              | شتز کریک       |
| ۴              | اوزارک         |
| ۴              | فروپاشی        |
| ۳              | کبیر           |
| ۳              | رچد            |
| ۲              | قانون کومی     |
| ۲              | امیلی در پاریس |
| ۲              | خدمه پرواز     |
| ۲              | مردم عادی      |
| ۲              | گامبی وزیر     |
| ۲              | اسمال اکس      |
| ۲              | تد لسو         |
| ۲              | ناراست‌کیش      |

### مجموعه‌ها با برد متعدد
در اینجا مجموعه‌ها با برد متعدد نشان داده می‌شود:
| تعداد جوایز | نام مجموعه |
| ----------- | ---------- |
| ۴           | تاج        |
| ۲           | شتز کریک   |
| ۲           | گامبی وزیر |

### جایزه سیسیل بی دیمیل
جایزه سیسیل بی دیمیل یک نوع جایزه افتخاری محسوب می‌شود که به کسانی که کمک‌های برجسته ای در دنیای سرگرمی‌کرده‌اند، اهدا می‌شود. این جایزه به افتخار کارگردان سیسیل بی. دمیل، اولین گیرنده آن، به این نام نامگذاری شد.
- جین فوندا[۳]

### جایزه کارول برنت
جایزه کارول برنت iیک نوع جایزه افتخاری محسوب می‌شود که به کسانی که که کمک‌های برجسته ای در دنیای تلویزیون و خارج از صحنه کرده‌اند، اهدا می‌شود. این جایزه به افتخار بازیگر کارول برنت، اولین گیرنده آن، به این نام نامگذاری شد.
- نورمن لیر[۴]

## مراسم

### سفیران گلدن گلوب
سفیران گلدون گلوب امسال، جکسون و ساچل لی، فرزندان اسپایک لی و تونیا لی بودند

### مجریان
- تینا فی و ایمی پولر